# Сквернюк Олексій В'ячеславович
Олексій В'ячеславович Сквернюк (нар. 13 жовтня 1985, Мінськ, Білорусь) — білоруський футболіст, півзахисник футбольної команди «Білшина».

## Життєпис
Кар'єру гравця Олексій розпочав в мінській команді «Зірка-БГУ». У 2004-2008 роках був гравцем клубу російської прем'єр-ліги «Крила Рад». Незважаючи на те, що в 2004 році Олексій не зіграв жодної гри за основний склад (21 гра в турнірі дублерів), у січні 2005 на церемонії нагородження гравців «Крил», які завоювали третє місце в минулому чемпіонаті, йому була вручена бронзова медаль. У прем'єр-лізі провів свій перший виступ влітку 2005 року, вийшовши на заміну у грі проти грозненського «Терека». Всього в 2005-2006 роках Сквернюк зіграв за «Крила» в 23 іграх чемпіонату (забив 2 м'ячі) і закріпився в основному складі команди. На початку лютого 2007 року Олексій подав заяву до Палати з вирішення суперечок Комітету РФС по статусу гравців з метою домогтися статусу вільного агента. Угода гравця з «Крилами» закінчився 2 лютого, але за свідченням Сквернюка в команді йому всіляко перешкоджали з оформленням статусу. Розгляд справи було призначено на 8 лютого, проте в цей же день було повідомлено про укладання білоруським півзахисником нової угоди з «Крилами Рад» строком на два роки.
2 серпня 2007 Сквернюк отримав російське громадянство.
У 2008 році Сквернюк зіграв за «Крила Рад» тільки у двох перших іграх чемпіонату Росії. 26 березня в товариській грі збірної Білорусі проти збірної Туреччини отримав травму хрестоподібних зв'язок і на довгий час вибув з ладу. До серпня 2008 року він проходив лікування та реабілітацію, а 22 серпня неочікувано був виключений із заявки «Крил Рад». З коментарів головного тренера клубу Леоніда Слуцького Сквернюку запропонували нову, покращену угоду, яка одак гравця не влаштувала. Саме з цієї причини було прийнято рішення з ним розлучитися. Деякий час тренувався зі «Спартаком» з Нальчика, був близький до укладання угоди.
Влітку 2008 року уклав контракт з «Кубанню», у складі якої свій перший виступ провів 5 вересня 2008 року, вийшовши на заміну у виїзному матчі проти барнаульского «Динамо». Перший ґол у складі «Кубані» забив 3 листопада в матчі проти клубу «Машук-КМВ». Всього в тому сезоні провів 9 матчів, забив 1 гол і став срібним призером першості. У сезоні 2009 року втратив місце в основному складі. Зіграв 13 зустрічей за молодіжний склад команди, забив 2 м'ячі. 19 січня 2010 було повідомлено, що Олексій виставлений на трансфер. Приєднався до «Кубані» на другому передсезонному зборі в Іспанії. У сезоні 2010 провів за «Кубань» 26 ігор, забив 3 голи і став переможцем Першого дивізіону. Крім того провів одну зустріч в Кубку Росії. У сезоні 2011/12 за краснодарський клуб провів 4 матчі в чемпіонаті і одну зустріч в кубку країни.
Влітку 2011 року залишив «Кубань», уклавши угоду строком на один рік зі «Спартаком» з Нальчика.
13 лютого 2013 підписав півторарічний контракт з клубом «Уфа».